# Colocasiomyia zeylanica
Colocasiomyia zeylanica är en tvåvingeart som först beskrevs av Toyohi Okada 1986.  Colocasiomyia zeylanica ingår i släktet Colocasiomyia och familjen daggflugor.
Artens utbredningsområde är Sri Lanka. Inga underarter finns listade i Catalogue of Life.